# Karl Justus Blochmann

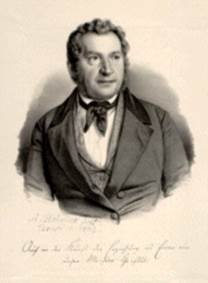
Karl Justus Blochmann (1843); lithographie von
Adolf Hohneck

Karl Justus Blochmann (* 19. Februar 1786 in Reichstädt; † 31. Mai 1855 in Genf) war ein deutscher Pädagoge.

## Leben
Blochmann war der Sohn eines Landpfarrers und wurde gemeinsam mit seinen Brüdern Rudolf Sigismund Blochmann und Heinrich August Blochmann zunächst von einem Hauslehrer unterrichtet. Nach dem frühen Tod seines Vaters besuchte er das Gymnasium zu Bautzen. Ab 1805 studierte er in Leipzig Theologie.
Im Jahr 1809 ging er in die Schweiz und arbeitete acht Jahre lang als Lehrer und Erzieher an Johann Heinrich Pestalozzis Institut in Ifferten. Der Einfluss und die Lehren Pestalozzis sollten ihn ein Leben lang begleiten. Mit anderen Schülern Pestalozzis, wie Karl Georg von Raumer oder Theodor Schacht verband ihn eine lebenslange Freundschaft.
1819 kehrte er nach Deutschland zurück und wurde Konrektor an der Friedrich-August-Schule in Dresden. An dieser Dresdner Bürgerschule konnte er die reformpädagogischen Ansätze, die er in der Schweiz kennengelernt hatte, nicht umsetzen. Deshalb beschloss er, eine eigene Lehr- und Erziehungsanstalt zu gründen. Unterstützung fand er dabei bei dem Kabinettsminister Detlev Graf von Einsiedel, der in dieser Zeit an der Spitze der königlich sächsischen Regierung stand und aufgeschlossen für das pädagogische Konzept Blochmanns war.
Einsiedel setzte sich auch bei König Friedrich August für die neue Schule ein. So konnte 1824 das Blochmannsche Institut auf der Großen Plauischen Gasse eröffnet werden. Im Jahr 1828 wurde das Gräflich Vitzthum’sche Geschlechtsgymnasium (auch Vitzthum'sches Familiengymnasium genannt, eine Privatschule für die Söhne der Familie von Vitzthum) der Blochmannschen Schule angegliedert.
Die Lehranstalt bestand nun aus Gymnasium und Realschule, der die Rechte eines Gymnasiums von der Regierung verliehen wurde. Blochmann arbeitete als deren Direktor bis zum 1. Oktober 1851. Auch nach seinem Rücktritt als Direktor arbeitete er als Religionslehrer in den höheren Klassen weiter.
Blochmann starb 1855 auf einer Reise in Genf.

## Familie
Er heiratete bei Leipzig Ottilie Schnorr von Carolsfeld, die Tochter des Malers und Leipziger Akademiedirektors Veit Hanns Schnorr von Carolsfeld und der Juliane Lange.

## Wirken
Er war einer der ersten, die die Konzepte Pestalozzis in Sachsen verbreiteten.
Dabei konzentrierte er sich mehr auf praktische Umsetzungen als um neue Theorien.
Er berücksichtigte moderne Bildungselemente und Bildungsbedürfnisse wie zum Beispiel den Unterricht neuerer Sprachen und
Naturwissenschaften auch am Gymnasium.
Eine besondere Bedeutung legte Blochmann auf die Ausbildung jüngerer Lehrer, die dort ihre pädagogischen Lehrjahre durchlebten.
Zu ihnen zählen zum Beispiel Carl Eduard Hering, Arnold Dietrich Schaefer, Alfred Fleckeisen,
Wilhelm Crecelius, Julius Adolph Stöckhardt und Rudolf Kögel.
Im Jahr 1861 wurde das Blochmannsche Institut in Vitzthumsches Gymnasium umbenannt.